# Statue équestre de Charles Alexandre de Lorraine
La statue équestre de Charles Alexandre de Lorraine est une statue de style baroque érigée à Bruxelles en Belgique  à la gloire de Charles Alexandre de Lorraine, gouverneur général des Pays-Bas autrichiens de 1741 à 1780.

## Localisation
La statue se dresse au sommet de la Maison de l'Arbre d'Or, une maison de style baroque située au numéro 10 de la Grand-Place de Bruxelles en Belgique, entre la « Maison du Cygne » et la « Maison de la Rose », au sud de la place.

## Historique

### Charles Alexandre de Lorraine
Fils cadet du duc Léopold Ier de Lorraine et de la duchesse née Élisabeth-Charlotte d'Orléans, le prince Charles Alexandre de Lorraine était le frère du duc François III qui dut échanger la Lorraine et le Barrois contre la Toscane en 1736 et épousa la même année l'archiduchesse Marie-Thérèse d'Autriche (1717-1780), héritière des possessions de la Maison d'Autriche. Charles Alexandre fut nommé gouverneur des Pays-Bas autrichiens en 1741. En 1744, il épousa l'archiduchesse Marie-Anne d'Autriche sœur unique de Marie-Thérèse, qui mourut en couches en décembre de la même année. Tout en conservant sa fonction, il fut nommé Grand-maître de l'Ordre Teutonique. Général malheureux, il fut certainement l'un des gouverneurs les plus populaires.

### Maison de l'Arbre d'Or
Après la destruction des maisons de la Grand-Place lors du bombardement de Bruxelles par les troupes françaises de Louis XIV commandées par le maréchal de Villeroy en août 1695, la Maison de l'Arbre d'Or est réédifiée suivant des plans de l'architecte Guillaume de Bruyn en 1698, comme l'atteste le millésime qui orne le pignon (« Anno 1698 »).

### Statue
La statue qui couronnait initialement la façade était une statue, réalisée par Marc de Vos en 1705, de Maximilien-Emmanuel de Bavière qui était gouverneur des Pays-Bas espagnols lors du bombardement de Bruxelles en 1695 et participa activement à sa reconstruction.
Après le transfert des Pays-Bas espagnols à la maison de Habsbourg d'Autriche et l'avènement des Pays-Bas autrichiens, cette statue est remplacée en 1752 par la statue équestre du gouverneur des Pays-Bas autrichiens Charles Alexandre de Lorraine, réalisée par le sculpteur Nicolas Van Mons.
La statue est renouvelée en 1854 par J. Jaquet, puis remplacée en 1901 par un bronze fondu par P. Van Aerschodt sur un modèle de Jules Lagae,.

## Description
La façade de la Maison de l'Arbre d'Or est couronnée par un fronton courbe qui porte un puissant socle orné de gigantesques feuilles d'acanthe dorées, entouré de volutes baroques en pierre bleue et sommé de la statue équestre en bronze doré de Charles Alexandre de Lorraine qui tend le bras et porte son bâton de commandement. Le socle en bronze doré porte la signature du sculpteur J. Jaquet.
Le tympan du fronton courbe situé sous la statue est orné d'une frise de denticules sous laquelle sont couchés deux lions qui encadrent un poème latin, composé d'un double distique élégiaque à la gloire de Charles Alexandre de Lorraine, placé là plus de cinquante ans après la construction de la maison :

« Carolo Alexandro

Loth. et Baar Duci, Belgarum Gubernatori, Etc, Etc,

Ædibus Effigies tua quantum ad sidera tendit

Carole tantum imis cordibus urit amor

Ut quem nulla dies memori post eximat ævo

Haec posuit fidei pignora cara suæ

Corpus Braxat. Bruxell. »

Cette inscription latine placée longtemps après la construction n'est de ce fait pas un chronogramme dédicatoire, au contraire de celles qui ornent la « Maison de la Louve », la « Maison du Roi d'Espagne » et la « Maison de la Chaloupe d'Or ».